# VfL Olympia 08 Duderstadt
VfL Olympia 08 Duderstadt is een Duitse voetbalclub uit Duderstadt, Nedersaksen.

## Geschiedenis
De club werd opgericht in 1908 als FC Duderstadt 08. Ondanks dat de gemeente in de provincie Hannover laat was de club aangesloten bij de Midden-Duitse voetbalbond. In 1922 promoveerde de club naar de tweede klasse van de Kreisliga Saale, en werd in de groep Kyffhäuser ingedeeld. De club werd afgetekend laatste, maar doordat de Kreisliga ontbonden werd en de competitie als Gauliga Kyffhäuser opgewaardeerd werd tot hoogste klasse promoveerde de club. Het volgende seizoen werd een groot drama en de club verloor alle 18 competitiewedstrijden en degradeerde. Op 24 maart 1924 fuseerde de club met FC Spiel und Sport Duderstadt en werd zo VfL 08 Duderstadt. In 1927 werd er een nieuwe competitie opgericht, de Gauliga Eichsfeld, waar de club nu ging spelen. De club domineerde de competitie en werd zes keer op rij kampioen. De club kon de successen niet doortrekken in de Midden-Duitse eindronde en werd daar meestal met zware cijfers verslagen. Enkel in 1932 kon de club na een knotsgekke wedstrijd met 9-7 winnen van Erfurter SC 1895, maar verloor dan van SC Apolda. Een jaar later nam Erfurt wraak door met 13-1 te winnen. 
In 1933 werd het Duitse voetbal geherstructureerd nadat de NSDAP aan de macht kwam. De bonden en hun competities werden vervangen door zestien Gauliga's. Ook werden geografische correcties uitgevoerd en moesten grensgemeenten vaak na jaren tegen totaal andere clubs spelen. Duderstadt werd overgeheveld naar de Gau Niedersachsen, maar werd niet goed genoeg bevonden voor de hoogste klasse en slaagde er niet meer in te promoveren. 
In 1967 promoveerde de club naar de Verbandsliga Niedersachsen, toen de vierde klasse, en speelde daar twee seizoenen. Van 1981 tot 1986 speelde de club in de Bezirksoberliga Niedersachsen. Op 12 mei 1984 fuseerde de club met SC Olympia Duderstadt en nam zo de huidige naam aan. In 2000 degradeerde de club uit de Bezirksklasse en trok zich hierna terug en begon opnieuw in de 3. Kreisklasse. 
De club speelt nog steeds in de laagste reeksen. 